# Acide chromique
L'acide chromique est un diacide. C'est un oxacide de formule H2CrO4. 
Par la perte de deux protons (H+), il forme l'ion chromate.
En industrie et santé, la dénomination « acide chromique » est parfois également utilisée pour le trioxyde de chrome (CrO3) ou « anhydride chromique ». En pharmacie, le terme désigne une solution aqueuse à usage externe de trioxyde de chrome dénommée à tort « soluté officinal d'acide chromique », en application locale par tamponnement nasal, dilué au tiers, pour cautériser les épistaxis (saignements de nez).

## Description
L'acide chromique et ses sels appelés chromates sont des composés du chrome à l'état d'oxydation +6.
Ils ont donc des propriétés oxydantes très utilisées en chimie organique, par exemple pour l'oxydation de l'aniline en quinone. Le mélange Na2Cr2O7, dichromate de sodium, est un exemple de composé utilisé.
L'ion chromate de couleur jaune a tendance à se dimériser en solution aqueuse pour former l'ion dichromate de formule Cr2O72−
de couleur orange. Dans certaines conditions, on obtient une polymérisation et la production de polychromates de formule CrnO3n+12− de couleur rouge.

## Synthèse de l'acide
La synthèse se fait par oxydation de chrome-III en chrome-VI, qui peut, selon les conditions, donner un ion chromate, l'acide ou l'oxyde CrO3. 
On peut remarquer qu'on trouve des chromates dans la nature comme le chromate de plomb PbCrO4 dans le minéral appelé crocoïte.

## Utilisation
L'acide lui-même est peu utilisé mais on se sert des chromates comme oxydant puissant et facile à utiliser en chimie organique. L'ion chromate peut aussi servir à précipiter certains ions en solution aqueuse en chimie analytique.
Il est aussi utilisé en histologie comme fixateur.
L'acide est utilisé dans le domaine des traitements et revêtements de surfaces. Le procédé de chromage dur, par exemple, implique la mise en solution d'acide chromique et d'acide sulfurique pour la déposition électrochimique de chrome. Le chrome VI est employé dans le but de passiver des surfaces pour augmenter la tenue à la corrosion. 

## Toxicité
L'ion chromate est réputé être toxique contrairement aux dérivés du chrome III, et il faut prendre des précautions particulières pour utiliser les chromates.